# Đại học Cornell
Viện Đại học Cornell hay Đại học Cornell (tiếng Anh: Cornell University) là một viện đại học nghiên cứu tư thục và là một thành viên của Ivy League ở Ithaca, New York, Hoa Kỳ. Được thành lập vào năm 1865 bởi Ezra Cornell và Andrew Dickson White, trường đại học dự định sẽ đóng góp và giảng dạy trong tất cả lĩnh vực của trí thức - từ kinh điển cho tới khoa học và từ lý thuyết đến áp dụng. Những lý tưởng này, không đổi theo thời gian, là nguyên tắc sáng lập của Cornell, dựa trên một câu nói năm 1865 của Ezra Cornell: "Tôi sẽ thành lập một học viện nơi mà bất kì ai cũng có thể tìm thấy sự hướng dẫn cho mọi ngành học".
Cornell được phân chia thành bảy trường đại học và bảy khoa cao học tại cơ sở chính ở Ithaca, với mỗi trường đại học và phân ngành đặt ra tiêu chuẩn nhập học và chương trình học thuật của riêng mình. Trường đại học cũng quản lý hai cơ sở y tế vệ tinh, một ở Thành phố New York và một ở Qatar.
Tính đến tháng 10 năm 2024, 64 cựu sinh viên, giảng viên và nghiên cứu sinh của trường đã đạt giải Nobel, 4 người đoạt giải thưởng Turing và một người đạt Huy chương Fields. Cornell có hơn 250,000 cựu sinh viên còn sống, và các giảng viên và cựu sinh viên trước đây và hiện tại bao gồm 34 học giả Marshall, 33 học giả Rhodes, 29 học giả Truman, 7 học giả Gates, 63 người đạt huy chương thế vận hội Olympic, 10 CEOs hiện tại của các tập đoàn thuộc Fortune 500, và 35 tỷ phú sống. Kể từ khi thành lập, Cornell đã trở thành một tổ chức đồng giáo dục, phi giáo phái, nơi việc nhập học không bị hạn chế bởi tôn giáo hoặc chủng tộc. Hội sinh viên bao gồm hơn 15.000 sinh viên đại học và 7.000 sinh viên cao học từ tất cả 50 tiểu bang của Mỹ và 130 quốc gia.
Hiện tại, Cornell xếp thứ 13 thế giới trong bảng xếp hạng của QS World University Rankings và thứ 20 thế giới trong bảng xếp hạng của Times Higher Education World University Rankings. Trong số các trường tại Mỹ, Cornell được US News & World Reports xếp thứ 12.

## Các sinh viên và giảng viên

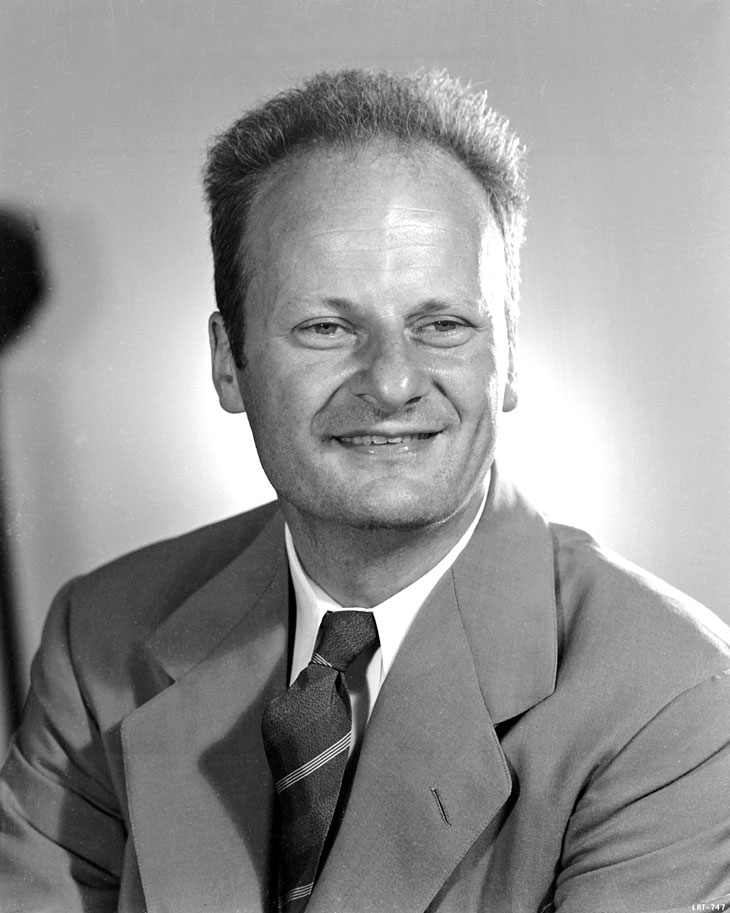
Hans Bethe, nhà vật lý lý thuyết, giải Nobel vật lý năm 1967, khoa học gia tại dự án Manhattan
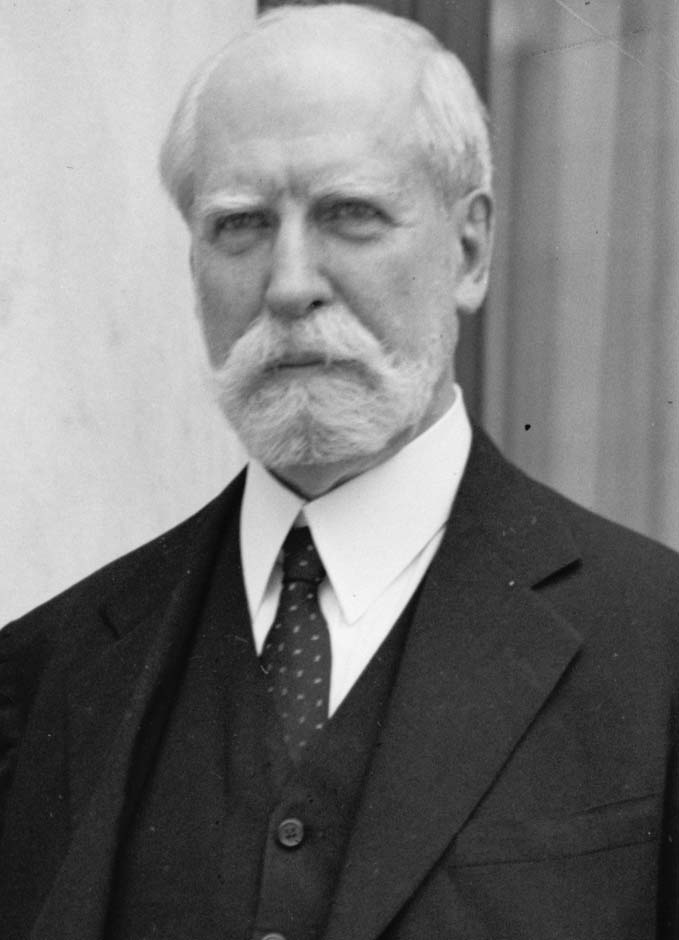
Charles Evans Hughes, Ngoại trưởng Hoa Kỳ thứ 44, Chánh án Tối cao Pháp viện Hoa Kỳ thứ 11
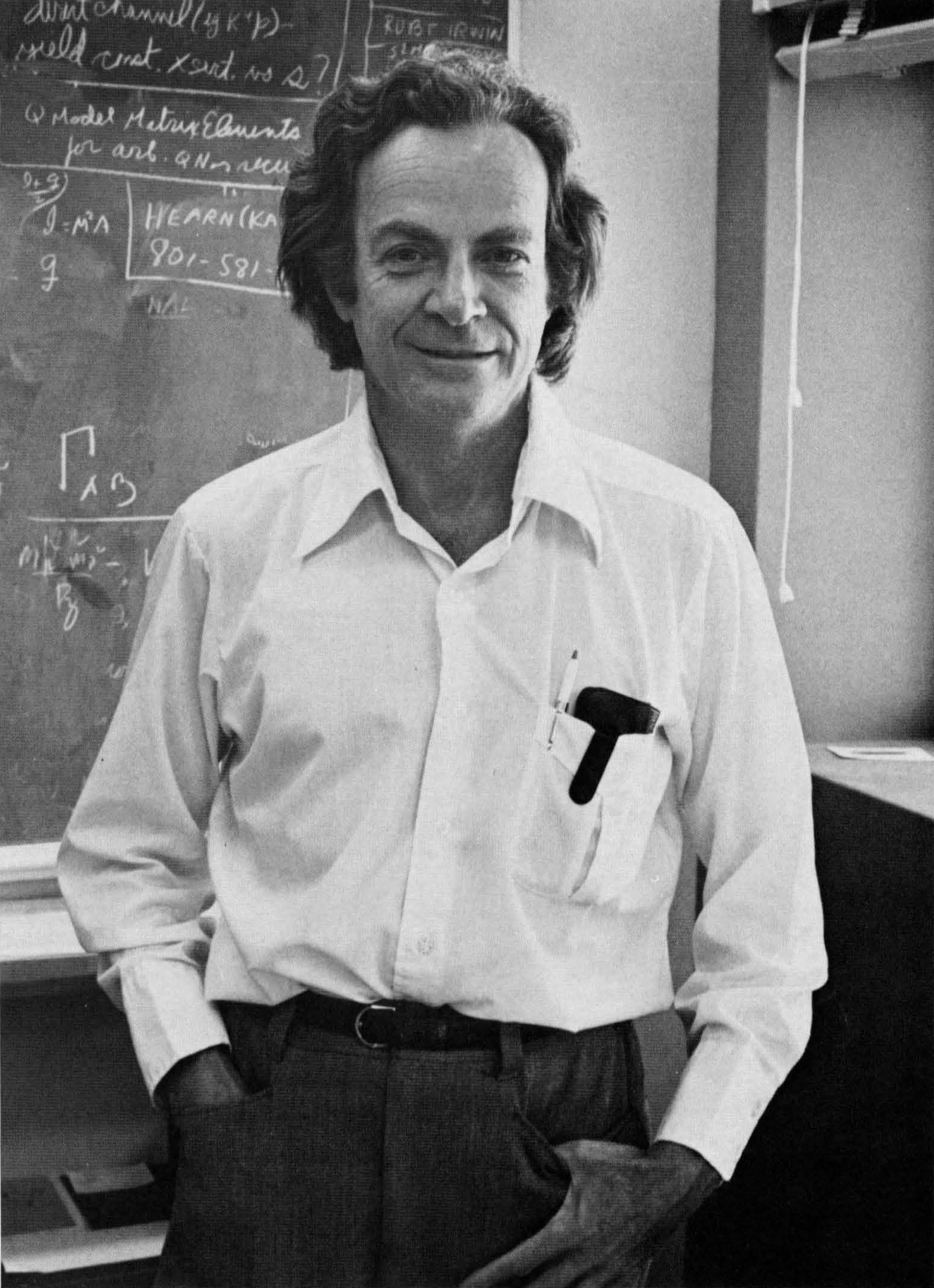
Richard Feynman, nhà vật lý lý thuyết, giải Nobel vật lý năm 1965, khoa học gia tại dự án Manhattan
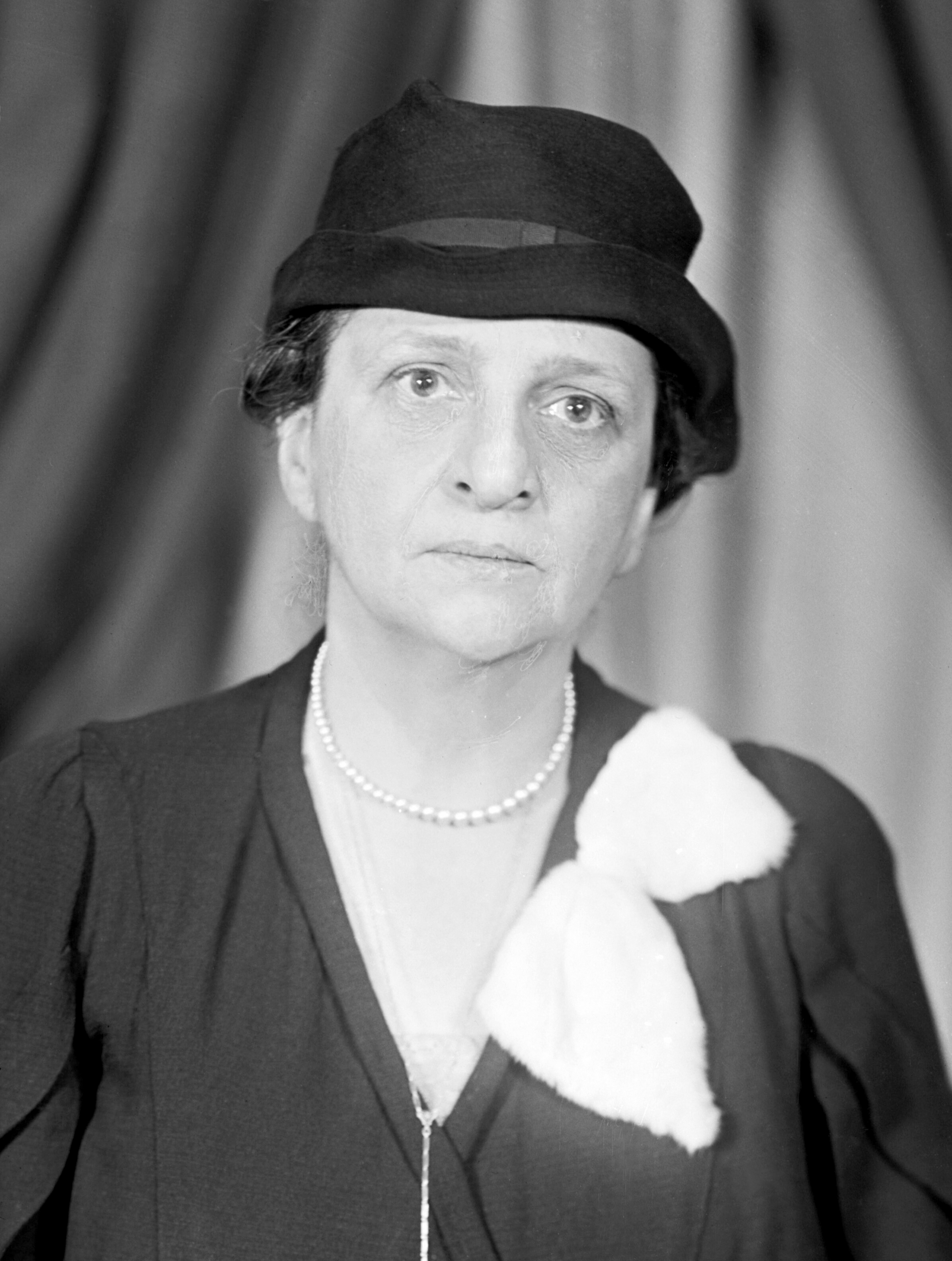
Frances Perkins, thành viên nội các nữ đầu tiên của Hoa Kỳ, Bộ trưởng Lao động Hoa Kỳ
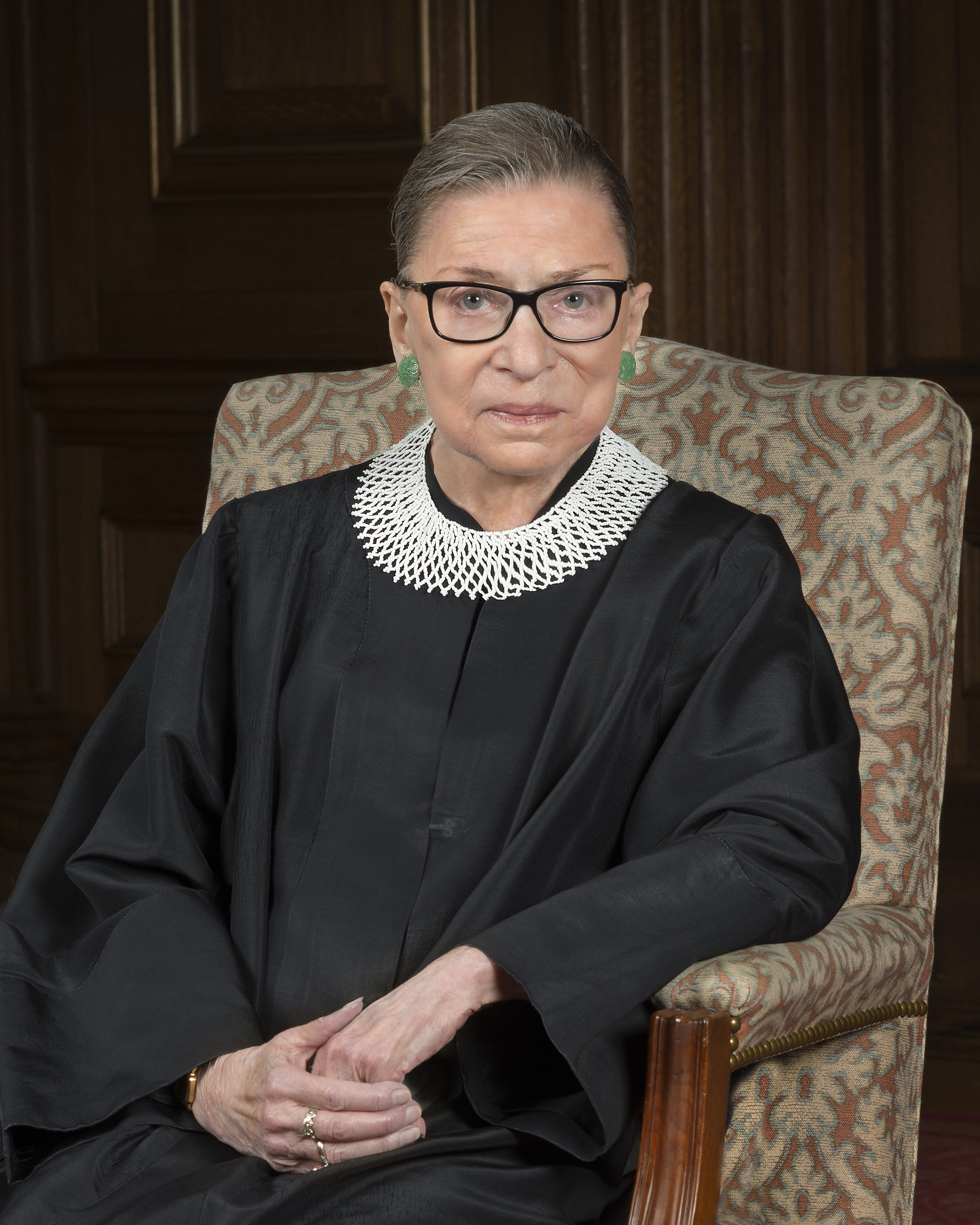
Ruth Bader Ginsburg, thẩm phán Tối cao Pháp viện Hoa Kỳ
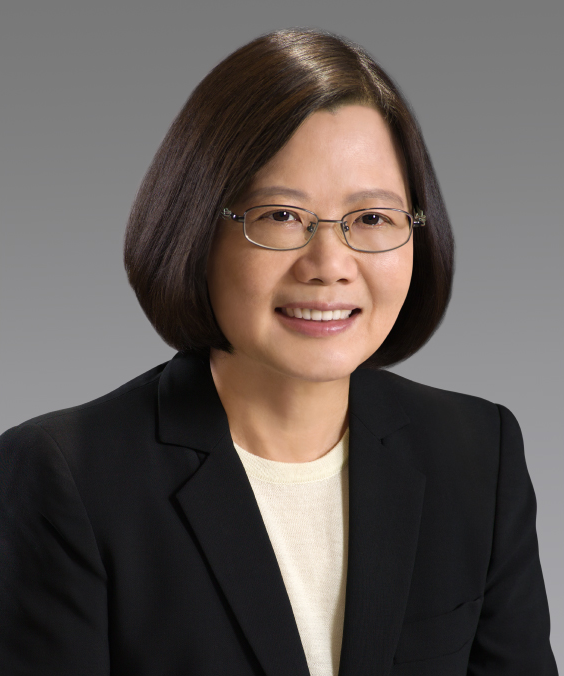
Thái Anh Văn, Tổng thống Trung Hoa Dân Quốc
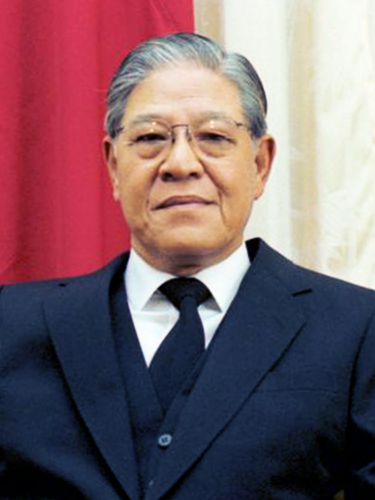
Lý Đăng Huy, Tổng thống Trung Hoa Dân Quốc
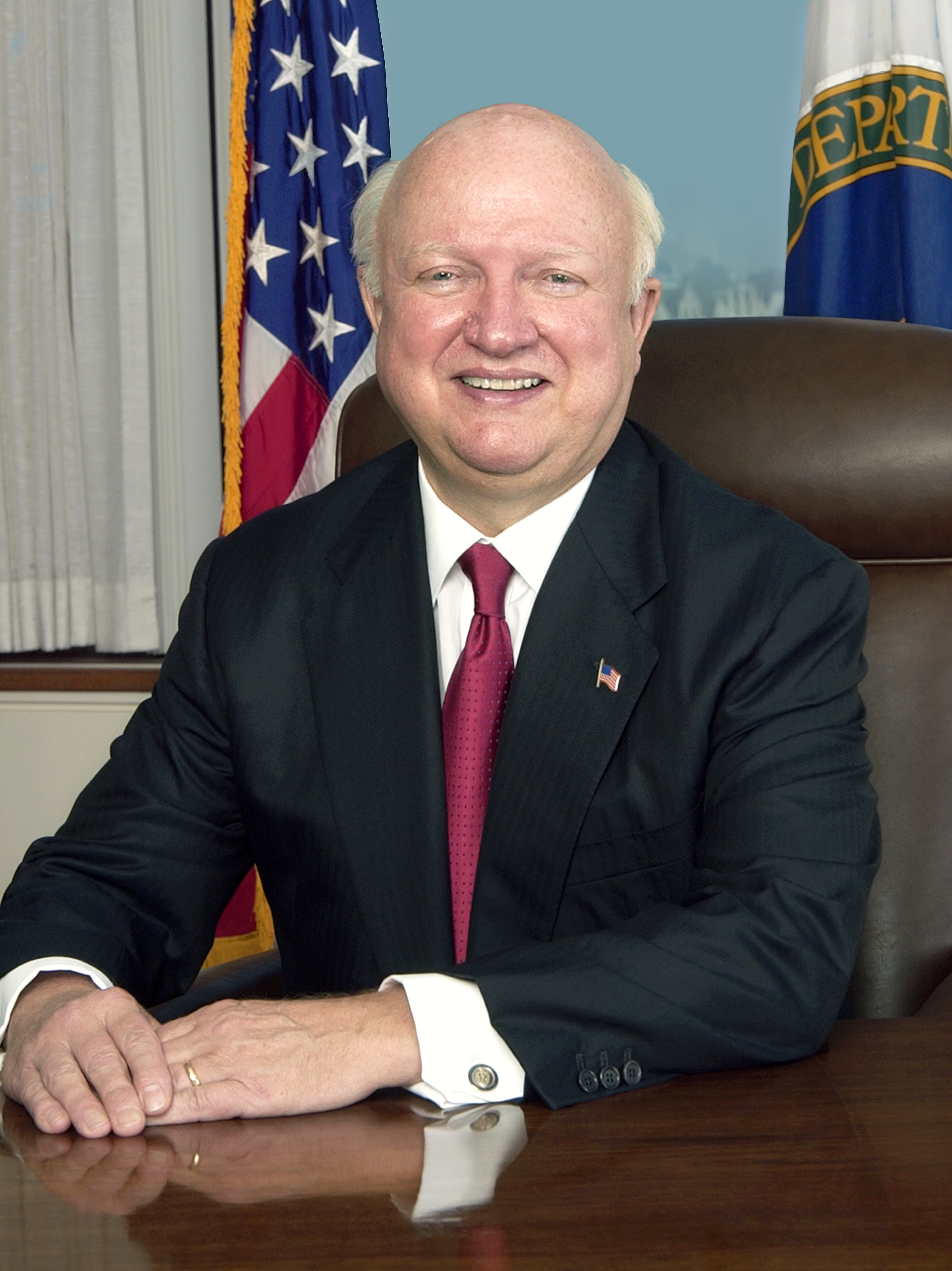
Samuel Bodman, Bộ trưởng năng lượng Hoa Kỳ thứ 11
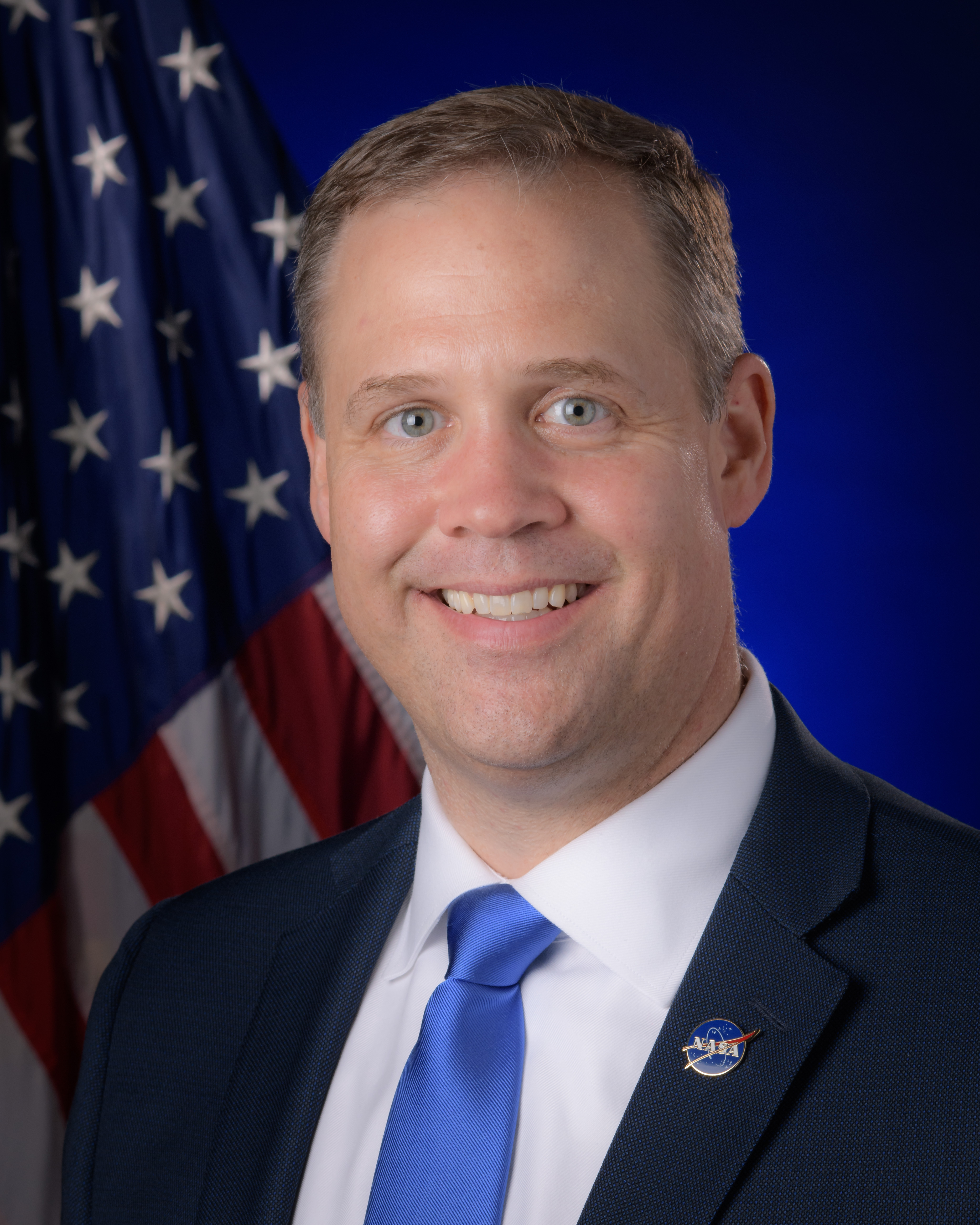
Jim Bridenstine, giám đốc cơ quan Hàng không và Vũ trụ Hoa Kỳ (NASA )
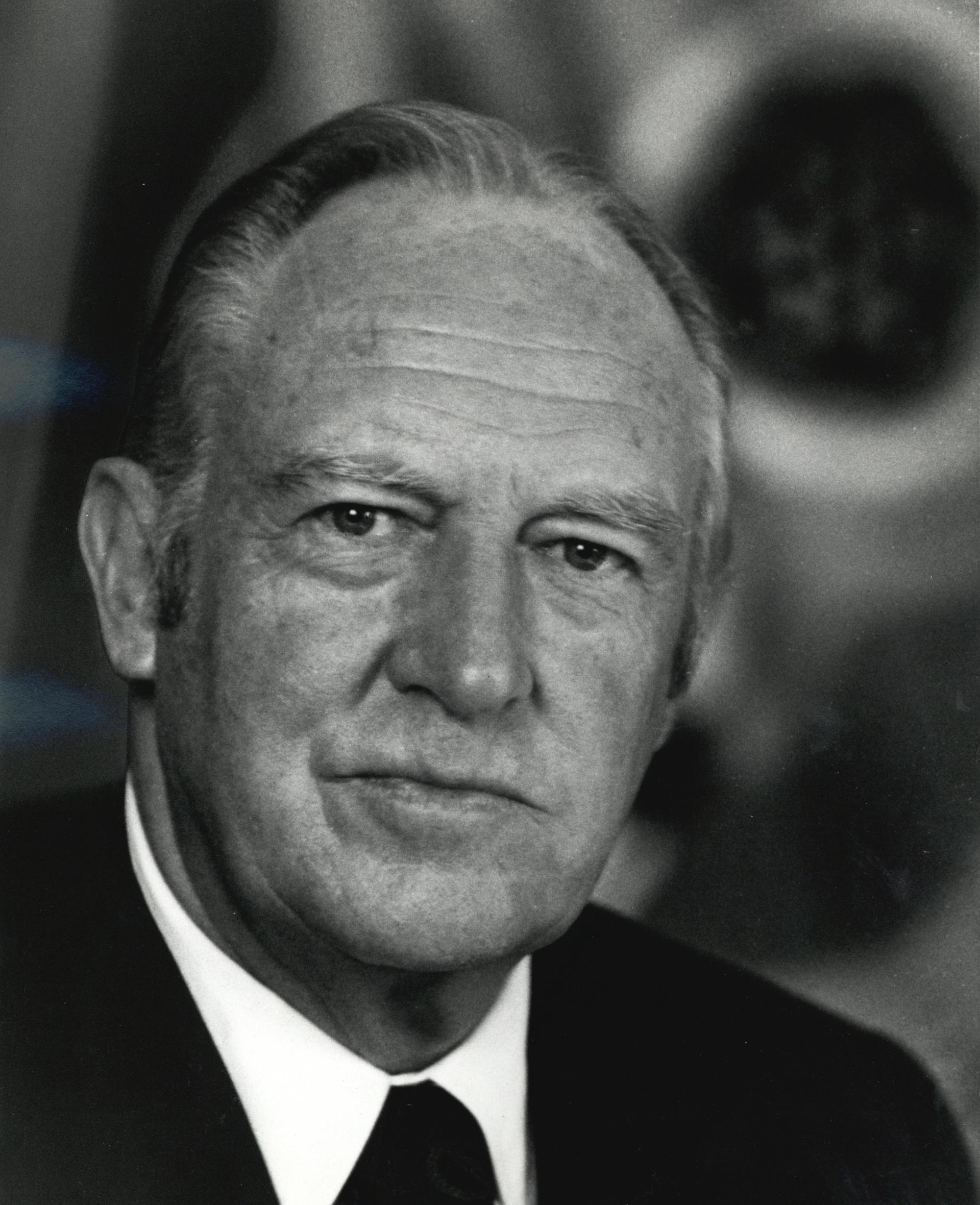
William P. Rogers, Ngoại trưởng Hoa Kỳ, Bộ trưởng Tư Pháp Hoa Kỳ
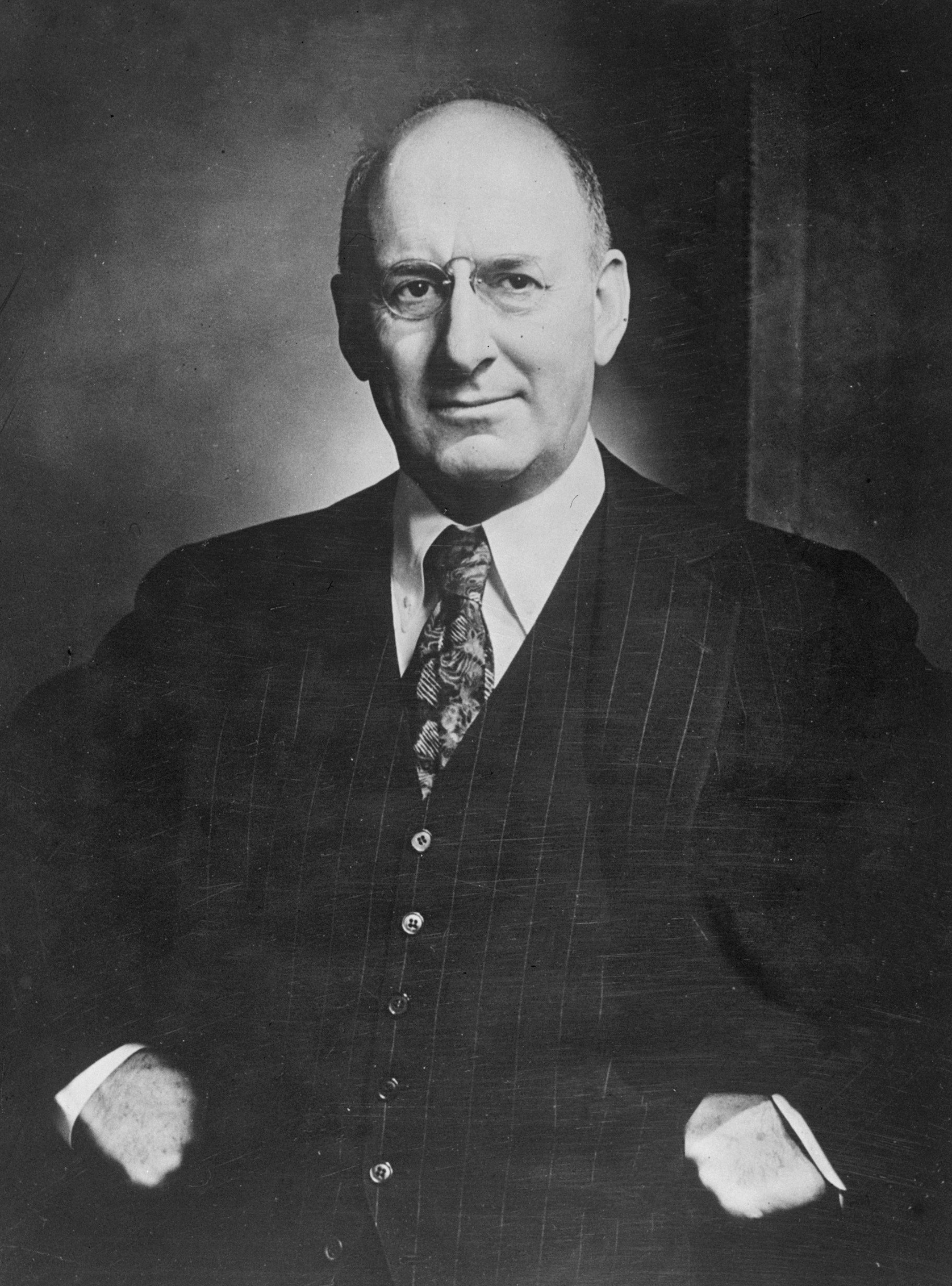
Henry Morgenthau Jr., Bộ trưởng Ngân khố Hoa Kỳ
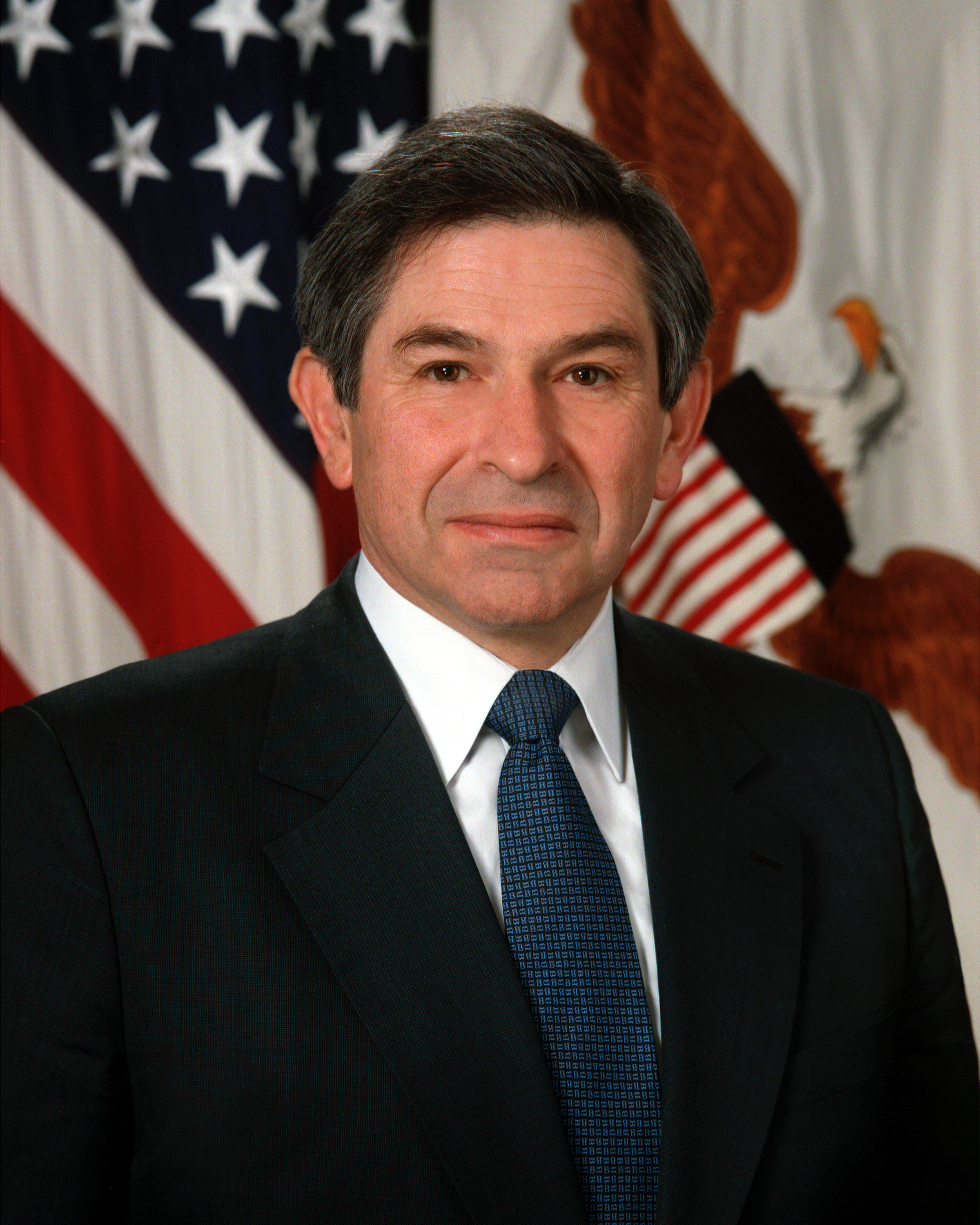
Paul Wolfowitz, chủ tịch Ngân hàng Thế giới
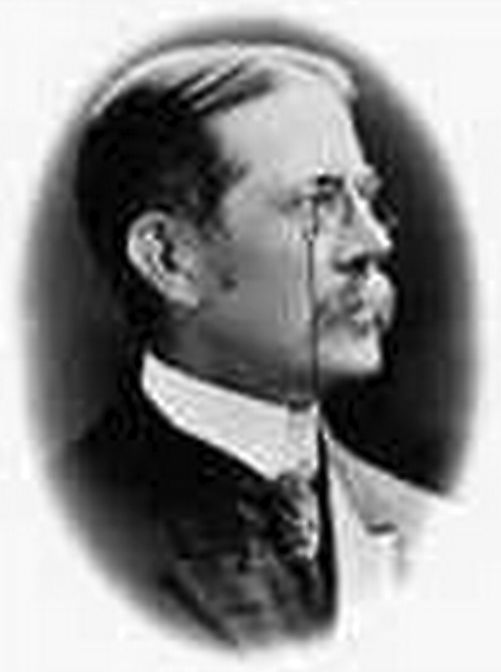
James Laurence Laughlin, người sáng lập Cục Dự trữ Liên bang (FED)
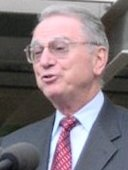
Irwin M. Jacobs, người sáng lập, chủ tịch của Qualcomm
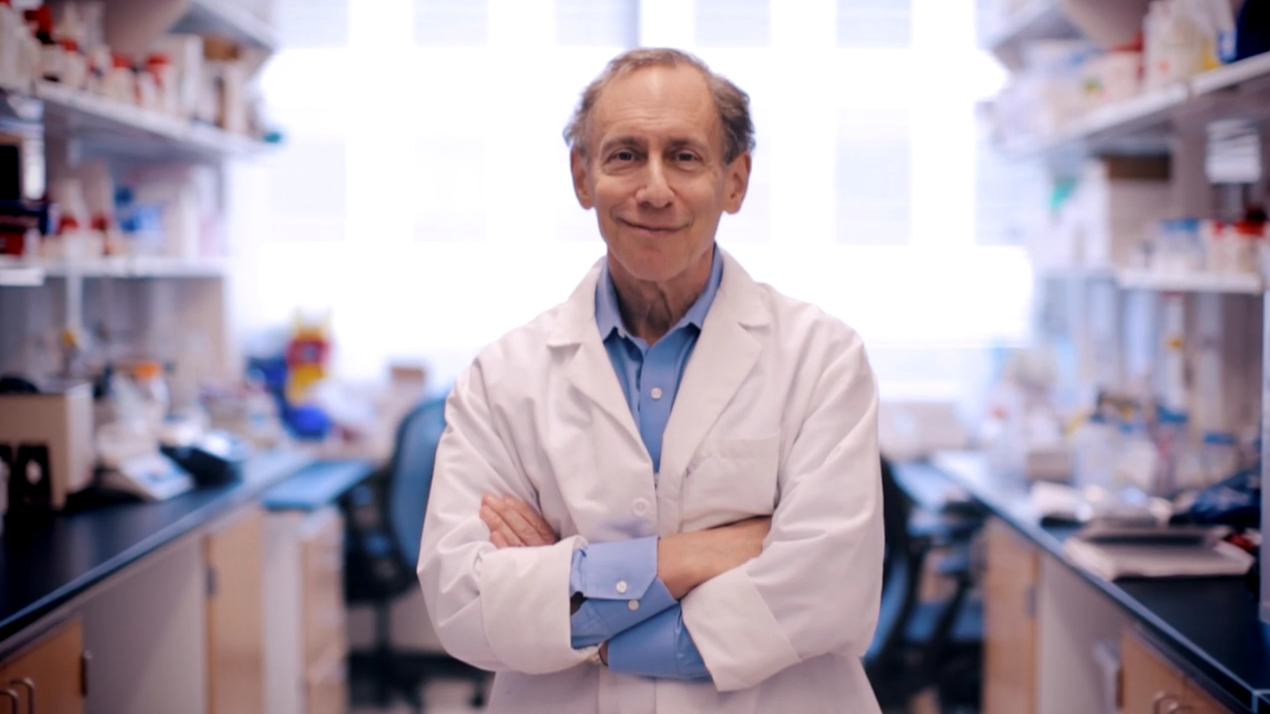
Robert S. Langer, người sáng lập Moderna
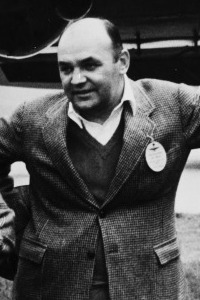
Jake Swirbul, đồng sáng lập Northrop Grumman
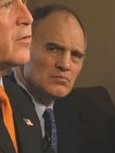
Stephen Friedman, chủ tịch Tập đoàn Goldman Sachs
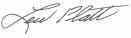
Lewis Platt, giám đốc điều hành HP, chủ tịch Boeing
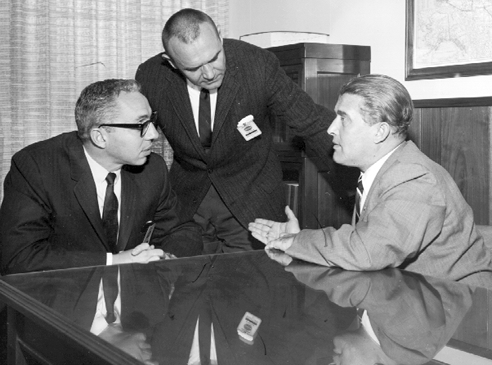
D. Brainerd Holmes, chủ tịch Raytheon